# Onna (Nigeria)
Onna è una delle trentuno aree di governo locale (local government areas) dello stato di Akwa Ibom, in Nigeria.

## Etimologia
Il nome dell'area di governo locale è un acronimo dei clan storici presenti nella zona. 
Oniong, Nnung Ndem, Awa Afaha e Awa